# Paul Sweeney
Paul John Sweeney (en gaélique écossais : Pòl Eòin MacSuibhne) (né le 16 janvier 1989) est un homme politique écossais. Membre du Parti travailliste et coopératif écossais, il est actuellement membre du Parlement écossais (MSP) pour la région de Glasgow au 6e Parlement écossais, élu en mai 2021. Il est auparavant député de Glasgow North East au 57e Parlement du Royaume-Uni, de 2017 à 2019.

## Jeunesse et éducation
Sweeney est né à l'hôpital Stobhill de Glasgow le 16 janvier 1989 d'Anne Patricia Sweeney (née Doherty), une employée de banque et de John Gordon Sweeney, un ouvrier de chantier naval  et est élevé à Auchinairn et Milton . Sweeney fréquente l'école primaire St. Matthew's et l'école secondaire Turnbull à Bishopbriggs.
Premier et seul membre de sa famille à fréquenter l'université, Sweeney étudie à l'Université de Stirling, où il obtient un certificat d'études supérieures avec distinction en économie et en sciences politiques, avant de poursuivre ses études à l'Université de Glasgow, où il obtient un premier classe MA (Hons) en histoire économique et sciences politiques en 2011, obtenant le prix de la meilleure performance avec distinction conjointe en histoire économique ,,. À l'université, il s'implique également dans les débats avec la Glasgow University Dialectic Society, dont il est membre honoraire à vie . Il est fiduciaire de l'Union de l'Université de Glasgow » et siège au conseil de direction de 2013 à 2020 .

## Début de carrière
À l'âge de dix-sept ans, Sweeney rejoint la Réserve de l'armée, servant d'abord dans le Royal Corps of Signals avec le 32e Signal Regiment, avant d'être transféré au 52e Lowland, 6e bataillon du Royal Regiment of Scotland à Walcheren Barracks.
Après avoir effectué un stage chez BAE Systems à la base navale de Portsmouth en tant qu'étudiant de premier cycle, Sweeney rejoint le programme de développement des diplômés de l'entreprise avec BAE Systems Maritime - Naval Ships en 2011,  basé aux chantiers navals de Govan et Scotstoun sur la Clyde, où il occupe une série de postes dans l'ingénierie de production et la gestion des opérations de construction navale sur le destroyer Type 45, classe Queen Elizabeth et de frégates Type 26 . Alors qu'il travaille chez BAE Systems, Sweeney lance également un projet avec le studio de conception numérique de la Glasgow School of Art pour introduire des méthodes de réalité virtuelle dans la conception et la construction de navires de guerre complexes .
Fin 2015, Sweeney rejoint l'agence nationale de développement économique Scottish Enterprise  comme cadre supérieur, travaillant avec les dirigeants d'entreprises des secteurs de la défense, de la marine, de la construction navale, de l'aérospatiale et de l'ingénierie basées en Écosse. En avril 2016, il est élu membre du conseil et membre de l'Institution of Engineers and Shipbuilders in Scotland (IESIS) .

## Activisme politique
Sweeney rejoint le Parti travailliste et le Parti coopératif en 2008  et participe à la campagne lors de l'élection partielle du nord-est de Glasgow en 2009, après avoir reçu un appel téléphonique de Sarah Brown l'encourageant à s'impliquer .
Tout en travaillant dans les chantiers navals, il rejoint les syndicats Unite et GMB, avant de rejoindre PCS chez Scottish Enterprise. Il est également membre du comité exécutif de la Fabian Society écossaise et membre d'Open Labour, Momentum et Campaign for Socialism. Sweeney se fait connaître lors du référendum sur l'indépendance de l'Écosse en 2014, après avoir organisé une lettre ouverte signée par de jeunes travailleurs des chantiers navals s'opposant à l'éclatement du Royaume-Uni, puis prend la parole lors d'un rassemblement aux côtés de Gordon Brown à la veille du référendum .
La première expérience de Sweeney en tant que candidat aux élections a lieu lors des élections au Parlement écossais de 2016, où il est douzième sur la liste régionale du Parti travailliste écossais pour l'ouest de l'Écosse .

## Carrière politique
Aux élections générales de 2017, il se présente pour Glasgow North East où un basculement de 12% vers le parti travailliste lui permet de battre Anne McLaughlin du SNP par seulement 242 voix, dans un résultat inattendu ,. McLaughlin avait gagné le siège contre William Bain du Parti travailliste aux élections générales de 2015 . Le siège était auparavant détenu par des députés travaillistes depuis que George Hardie, frère du fondateur du parti travailliste Keir Hardie, est élu pour Glasgow Springburn en 1935.
Le 3 juillet 2017, il est nommé par le leader travailliste Jeremy Corbyn sous-secrétaire d'État fantôme pour l'Écosse. Il prononce son premier discours à la Chambre des communes le 13 juillet 2017, au cours duquel il exprime son opposition aux politiques d'austérité conservatrices qui ont entraîné une baisse du niveau de vie . Lors des élections à la direction des travaillistes écossais de 2017, Sweeney soutient Richard Leonard, qui l'emporte, ayant déjà travaillé avec lui pour co-écrire la stratégie industrielle des travaillistes écossais en 2016. Dans une interview avec Ewen MacAskill du Guardian peu après son élection, il se décrit comme étant de la gauche douce du parti .
Sweeney perd son siège au profit de la précédente députée du Parti national écossais Anne McLaughlin, aux élections générales de 2019 avec une majorité de 2 458 voix. Après avoir perdu son siège, il continue à travailler sur la campagne réussie d'Angela Rayner aux élections de 2020 à la direction adjointe du Parti travailliste . 
À l'occasion du premier anniversaire de sa défaite, Sweeney annonce qu'il a l'intention de se présenter comme candidat de liste du Parti travailliste pour la région de Glasgow aux élections législatives écossaises de 2021 . En février 2021, il se classe troisième sur la liste régionale des travaillistes écossais pour Glasgow, avec le deuxième plus grand nombre de voix exprimées par les membres du parti dans le scrutin, après Anas Sarwar. Après avoir remporté les élections à la direction des travaillistes écossais en 2021, Sarwar nomme Sweeney ministre fantôme du Commerce, de l'Investissement et de l'Innovation . Sweeney est élu en tant que MSP pour la région de Glasgow pour le 6e Parlement écossais le 8 mai 2021.
Il est nommé ministre fantôme de l'Emploi et des Finances publiques le 31 mai 2021  et membre de la Commission des pouvoirs délégués et de la réforme  et de la Commission des pétitions publiques .

## En dehors de la politique
Sweeney s'intéresse au patrimoine bâti et aux questions architecturales à Glasgow . Il est directeur du Glasgow City Heritage Trust, membre du Glasgow Building Preservation Trust  et dirige des marches dans le cadre du Glasgow Doors Open Days Festival pendant plusieurs années . Sweeney participe également à la restauration de l'ancien siège social du chantier naval historique de Govan dans le Fairfield Heritage Centre en 2014, pour lequel il remporte un prix, et la restauration de la sculpture 'Light and Life' sur l'ancien bâtiment du siège de la Scottish Co -operative Wholesale Society dans le district de Kingston à Glasgow en 2016 ,. En 2021, il devient administrateur de The Egyptian Halls SCIO, un projet du Scottish Civic Trust visant à sauver le chef-d'œuvre d'Alexander 'Greek' Thomson ,.
Après avoir fait campagne contre la démolition des Springburn Public Halls en 2012  il fonde le Springburn Winter Gardens Trust, qui travaille à la restauration de la serre historique voisine de Springburn Park . Un programme de restauration de 8 millions de livres sterling par l'architecture collective pour convertir le bâtiment en un lieu d'événements et de spectacles majeurs est dévoilé par le Trust en octobre 2020 .